# Сербо-Слобідка
Се́рбо-Слобі́дка — село в Україні, в Звягельському районі Житомирської області. Населення становить 521 осіб. Входить до складу Чижівської сільської громади.

## Географія
На північ від села бере свій початок річка Бересток.

## Історія села
У 1906 році село Сербівської волості Новоград-Волинського повіту Волинської губернії. Відстань від повітового міста 35 версти, від волості 8. Дворів 106, мешканців 696.
В Україні сіл з такою назвою налічується 86, з них 9 на Житомирщині.
Слобода — село вільних людей, або ж приміське поселення, приміський хутір.
На підвищенні, де нині розміщується центральна садиба колгоспу «Ленінським шляхом», поселився чоловік за прізвищем Сич. Викопав глибокий колодязь, розкорчував велику ділянку лісу. Після відміни кріпосного права Сич своє прізвище змінив на інше — Осадчук.
Це місце облюбували й інші хуторяни. Стали поблизу поселятись, намагаючись всіма засобами відокремитись від волосного центру Сербів. Довго село називали Слободою. Старші люди і зараз так його називають.
Однак за селом в документах залишилось найменування Слободи Сербівської. Згодом його найменували Сербо-Слобідкою. Поряд проходила центральна дорога з Андрієвичів на Серби. Добре придивившись до посівів і підвищень, особливо в районі Шумериної гори можна і зараз знайти старі селища.
З Слободи до Цицелівки (нині Яблунівка) фактично зовсім не було дороги. Кому потрібно було їхати в це сусіднє село, їхали дорогою Андрієвичі — Серби, а потім робили поворот на шляху Цицелівка — Варварівка. Першою в селі була збудована вулиця Варварівська, яку потім назвали Зеленою.
В основному Сербо-Слобідка набрала вигляду лише після знесення жилих будинків з хуторів, тобто в середині тридцятих років XX ст.
Більшість тут була малоземельних. З усіх кінців земля обставлялась панською владою. Граф Уваров не раз хотів мати свій вплив на селян, яким доводилось жалітись на нього.
Доводилось розв'язувати справи у «тяжбах» селян з графом і батькові поетеси Лесі Українки Петру Антоновичу Косачу, який служив у Новоград-Волийському «по крестьянским делам». Земля на якій поселялись слободяни, вимагала і старанного догляду, щорічного внесення добрив. Ще при забудові жилого будинку копали яму. Вибраною землею з ями вимощували долівку в хаті. Яму так робили, щоб можна було в'їхати в неї і виїхати підводою. Кожен селянин старався утримувати багато худоби, і не стільки для м'яса і молока, як для гною; вів щоденну боротьбу за підтримання гумусу в шарі ґрунту. Вдалося тут вивчати обрядовість, яка виконувалась до і під час захоронення близьких. Обряд починався раніше, ніж хворий припиняв своє життя. Вмираючому давали у ліву руку запалену воскову свічку, а праву залишали вільною, мотивуючи тим, щоб на страшному суді було чим хреститись. В цей час, поки вмираючий мучиться, в церкві замовляли дзвони. Дзвонили протяжно «на відхід душі». Можна уявити стан тяжкохворого, коли він слухав похоронний дзвін по собі.
Земську школу в селі відкрито в 1900 році, в 1906 році для неї прислали після закінчення народного училища вчителя Герасимчука Романа Яковича. Він працював у селі до 1911 року. З ним трудилась останні два роки його дружина Надія Пилипівна. Сім'я вчителів жила в громадській квартирі. Кожний одержував по 360 карбованців у рік. При школі було півдесятини землі, на якій утримували сад. Жителі Слободи, були всім залежні від Сербів. Пошту одержували в Сербах, товари першої необхідності можна було дістати тільки в крамниці, віруючі були прихожанами Сербівської церкви; школа інспектувалась священнослужителем Йосипом Мигловцем; громадянські акти складались лише в Сербах. Не дозволялось у Слободі, щоб поминальні дні проводили в неділю, як скрізь на Поліссі. Сербівська церква встановила для слободян четвер. Подібне було і з осінніми святами. В 1914 році надходило лише 2 примірники газет. Село було незначним населеним пунктом, порівнюючи з іншими. Навколо нього проживала значна кількість німців-колоністів.
Радянську владу в селі встановлено в червні 1919 року. Для управління було створено сільський комітет бідноти. Головою його обрали Прокопа Матвійовича Радчука.
З ліквідацією волості в Сербах Сербо-Слобідка належала до Городницької волості. Лише в 1926 році за клопотанням населення село було віднесене до Ємільчинського району. До Сербо-Слобідської сільської Ради відносились Кулішівський Майдан, Майдан Слобідський.
Станом на листопад 1925 року по сільській Раді нараховувалось 1295 чоловік. Колективізацію було почато в 1930 році, закінчено в 1934 році.
Перший колгосп в селі мав усього 180 десятин землі, 4 пари коней, 10 корів, 30 овець, кінну сівалку, 6 плугів, 6 пар борон, В 1934 році в селі було вже три колгоспи. В 1937 році відбулося перше укрупнення господарств, в цей час Сербо-Слобідка завдяки публікаціям в центральних і республіканських газетах стає досить відомим селом. Тут було відкрито перший в Радянському Союзі сільський пологовий будинок, ініціатором цього заходу стала голова виконкому сільської Ради Надія Ковальчук. Першими медичними працівниками тут були Марія Максимівна Кулик та Федора Іванівна Радчук.
Колгоспне господарство Сербо-Слобідки завше відрізнялось від інших вмінням підтримувати хід будівництва в селі. За короткий час тут, побудовано хороші господарські приміщення, будинок сільської Ради та правління колгоспу, клуб на 400 місць.
Німецька окупація зруйнувала набуте колгоспниками. Господарство було пограбоване, колгоспні будинки зруйновані, шкільне приміщення переобладнали під конюшню. 69 юнаків і дівчат вигнано на каторгу в Німеччину. Велика частина цих людей не повернулась в село.
198 жителів цього невеликого села воювали на фронтах Другої світової війни і були в партизанах, з яких 58 чоловік не повернулось.
Серед жителів Сербо-Слобідки відзначився комуніст Андрій Федорович який був комісаром в партизанському загоні Імені Фурманова.

## Населення

### Мова
Розподіл населення за рідною мовою за даними перепису 2001 року:
| Мова                | Відсоток |
| ------------------- | -------- |
| українська          | 98,47%   |
| російська           | 1,34%    |
| інші/не визначилися | 0,19%    |

## Відомі люди
У селі народились:
- Грек Іван Михайлович (1914–1977) — Герой Радянського Союзу.[3]
- Осадчук Олександр Кузьмич (* 1961) — український правник.